# Donald Faison
Donald Adeosun Faison ([feɪˈzɒn]?; 22. juni 1974 i New York) er en amerikansk skuespiller af nigeriansk herkomst. Han er mest kendt for sin rolle som Dr. Christopher Turk i tv-serien Scrubs. Før rollen i Scrubs var han kendt som Murray Lawrence Duvall i filmen Clueless fra 1995, og i den efterfølgende tv-serie med samme navn, indspillet fra 1996 til 1999. I 1995 spillede han i filmen Waiting to Exhale, og samme år havde han også en betydelig rolle i New Jersey Drive.